# ХАІ-1
ХАІ-1 — радянський український пасажирський літак 30-х років XX століття.
- Перший серійний літак розробки ХАІ під керівництвом Йосипа Німана.
- Перший серійний багатомісний (6 пасажирів) пасажирський літак в Європі, що подолав швидкість в 300 км/год.
- Перший серійний радянський пасажирський літак з шасі, що забираються.
- Перший серійний літак Заводу № 43 (тепер Авіант).

Побудовано 43 літаки, які експлуатувалися в ЦПФ (Аерофлоті) з 1933 до кінця 40-х років XX століття, зокрема на лінії Москва-Сімферополь, Москва-Ташкент та ін.
Конструктивні рішення і схема послужили основою для Р-10 (ХАІ-5).

## Схема, конструкція і технічні характеристики
- Схема — низькоплан з шасі, що прибираються у фюзеляж.
- Конструкція — суцільнодерев'яна з обклеюванням полотном на аеролаку всіх без винятку поверхонь.
- Фюзеляж — монокок, виклеєний із шпона (0,5 мм) в п'ять і більше шарів.
- Центроплан — одне ціле з фюзеляжем.
- Дволонжеронне крило і оперення обшиті фанерою (1,5 і 2 мм).
- Шасі — у формі вилок з підкосами і балонними колесами низького тиску, амортизації не було.
- Вага порожнього літака −1630 кг, злітна — 2600 кг
- Підйом коліс здійснювався тросовим приводом в напрямку осі літака.
- Двигун — М-22 в 480 к.с. На двигуні — кільце Тауненда. Максимальна швидкість до 324 км/год, крейсерська швидкість — 260 км/год. Дальність − 1130 км

## Історія створення
Йосип Григорович Німан в 1930 році очолив кафедру конструкції літаків ХАІ, активно пропагуючи створення нових літальних апаратів з високими аеродинамічними характеристиками. За підтримки директора інституту П. П. Красильникова він організував при Науково-дослідному секторі (НІК) проектування швидкісних машин. У своїх конструкціях він широко застосував дерево, що вважалося тоді малоперспективним.
Розробка ХАІ-1 стала практичним застосуванням запропонованого Німаном бригадно-колективного принципа роботи із залученням студентів ХАІ та інженерів НІК'а. Кожна бригада слухачів одного з курсів отримувала чітко сформульоване завдання на реально розроблюваний об'єкт. В процесі роботи всі вузлові питання обговорювалися на колективних технічних нарадах. 
При цьому кожний член бригади мав своє персональне завдання. Результатом колективної роботи під керівництвом 29-річного конструктора стало те, що 8 жовтня 1932 року льотчик Б. М. Кудрін підняв ХАІ-1 в повітря. Машина показала хорошу стійкість і керованість. У подальших випробувальних польотах виявився основний недолік ХАІ-1 — незадовільна робота механізму ручного прибирання і випуску шасі. Льотчик повинен був витрачати багато часу на обертання штурвальчика, уважно стежити за правильністю укладання канатів у канавках шківа.
17 лютого 1933 р. ХАІ-1 перегнали в Москву на державні випробування в НДІ ВПС. Переліт був виконаний в рекордний для пасажирських машин тих років час — за 2 години 54 хвилини.

Протягом березня-червня 1933 р. льотчики В. Ф. Петров та П. І. Стефановський провели весь комплекс державних випробувань машини ХАІ-1. У своєму звіті вони записали: 
|  | Необхідне негайне серійне виробництво літака. Рекомендувати Головному управлінню ЦПФ літак ХАІ-1 як основний тип |

У 1933 році газета «Известия» під заголовком «Перше місце в Європі» опублікувала рапорт літакобудівників ХАІ Сталіну. У ньому говорилося, що: 
|  | ...літак ХАІ-1 з шасі, що прибирається в польоті, при випробуваннях дав швидкість 290 км/год. Цим самим радянська авіація посіла перше місце в Європі і друге у світі. |

## Серійне виробництво
26 березня 1933 року, за вказівкою П. І. Баранова, серійний випуск літаків ХАІ-1 доручили Харківському авіазаводу, але через зайнятість його роботами по К-7 випуск його було перенесено на авіаційний завод № 21 імені А. С. Єнукідзе в Горькому. На ньому освоювали суцільнометалевий І-14 і, випустивши установчу серію, виробництво було вирішено перенести до Києва на завод №43, який займався ремонтом планерів.
На головному літаку першої серії було змінено підйомник шасі, що дозволило зменшити зусилля при обертанні рукоятки, а головне — підвищити надійність випуску і прибирання коліс. Самі колеса замінили більш легкими гальмівними з двома бічними амортизаційними стійками. Збільшивши площу керма, конструктори поліпшили конструкцію і полегшили керування літаком.
У пасажирській кабіні додали ще два вікна, їх стало п'ять з кожного боку салону. М'яка фетрова оббивка знизила в ньому рівень шуму. Була поліпшена вентиляція кабіни, дещо збільшено обсяг вантажного відсіку.
Вагу головного зразка в цілому вдалося знизити на 125 кг порівняно з дослідним.
На заводських випробуваннях льотчик Т. З. Жуков літав на цій машині зі швидкістю 319 км/год. У листопаді 1934р. льотчик-випробувач В. Р. Марєєв виконав політ на головний серійній машині Київського заводу.
Всього було випущено 43 машини.

## Льотно-технічні характеристики
| ЛТХ                                       | Значення                       |
| ----------------------------------------- | ------------------------------ |
| Модифікація                               | ХАІ-1                          |
| Розмах крила, м                           | 14.80                          |
| Довжина літака, м                         | 10.20                          |
| Площа крила, м2                           | 33.20                          |
| Вага порожнього літака, кг.               | 1460                           |
| Максимальна злітна вага, кг.              | 2600                           |
| Тип двигуна                               | 1 x ПД М-22                    |
| Потужність, к. с.                         | 1 х 480                        |
| Максимальна швидкість, км/год. біля землі | 324                            |
| Максимальна швидкість, км/год. на висоті  | 258                            |
| Крейсерська швидкість, км/год             | 252                            |
| Практична дальність, км.                  | 1130                           |
| Практична стеля, м.                       | 7200                           |
| Екіпаж, чол.                              | 1                              |
| Корисне навантаження:                     | 6 пасажирів або 876 кг вантажу |

## Експлуатація
У квітні 1935 р. льотчик Аерофлоту А. Григор'єв рейсом Москва—Київ почав експлуатаційні випробування літака. Він був визнаний найкращим в Аерофлоті за швидкістю, вантажопідйомністю й економічністю.
Регулярні польоти на ХАІ-1 відкрилися на початку 1936 р. на лінії Москва—Сімферополь. В процесі експлуатації виявилася слабкість стійок шасі. Серійне виробництво було тимчасово припинено. Після доопрацювання через збільшену масу число пасажирів скоротили до 5.
- 3 вересня 1937 р. на маршруті Тамбов—Ростов—Баку—Тбілісі—Ростов—Москва екіпаж С. Табаровського перший етап шляху в 2375 км виконав за 9 льотних годин із середньою швидкістю 264 км/год
- 7 жовтня 1937 ХАІ-1 став працювати на трасі Москва-Ташкент. Пілотував літак Р. І. Капрелян і пройшов 3000 км за 11 год. з однією зупинкою в Актюбінську. На наступний день виліт в Москву

ХАІ-1 використовувалися для пасажирських і поштово-вантажних перевезень на лініях Москва—Харків, Москва—Мінводи, Ростов—Краснодар і інших до кінця 1940 року.

## Модифікації
- ХАІ-1ВВ (ХАІ-3) — двомісний навчальний бомбардувальник на 200 кг бомб озброєний 2-ма кулеметами — 1 нерухомий вперед другий на шкворневій установці — назад. Було 2 екземпляри перероблених з пасажирських.